# リングイネ

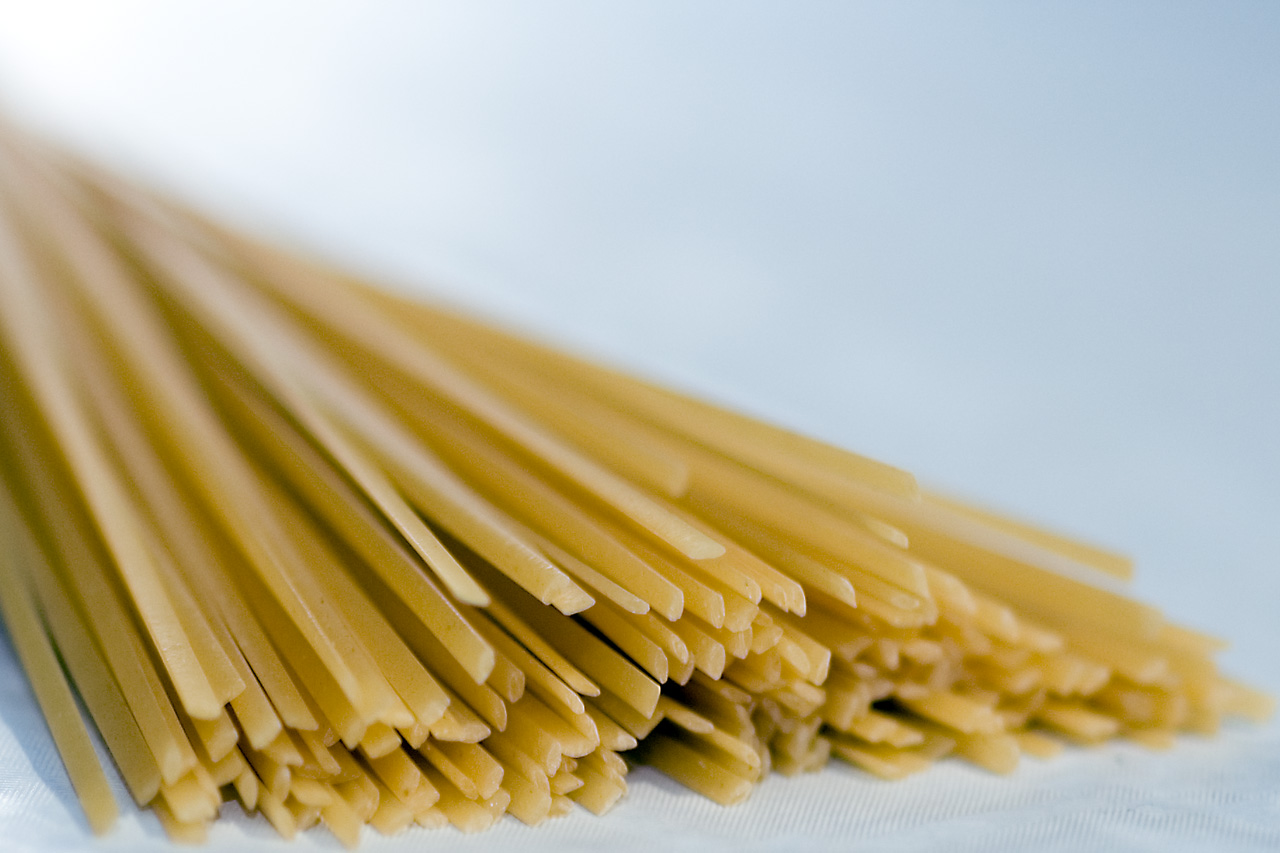
リングイネ

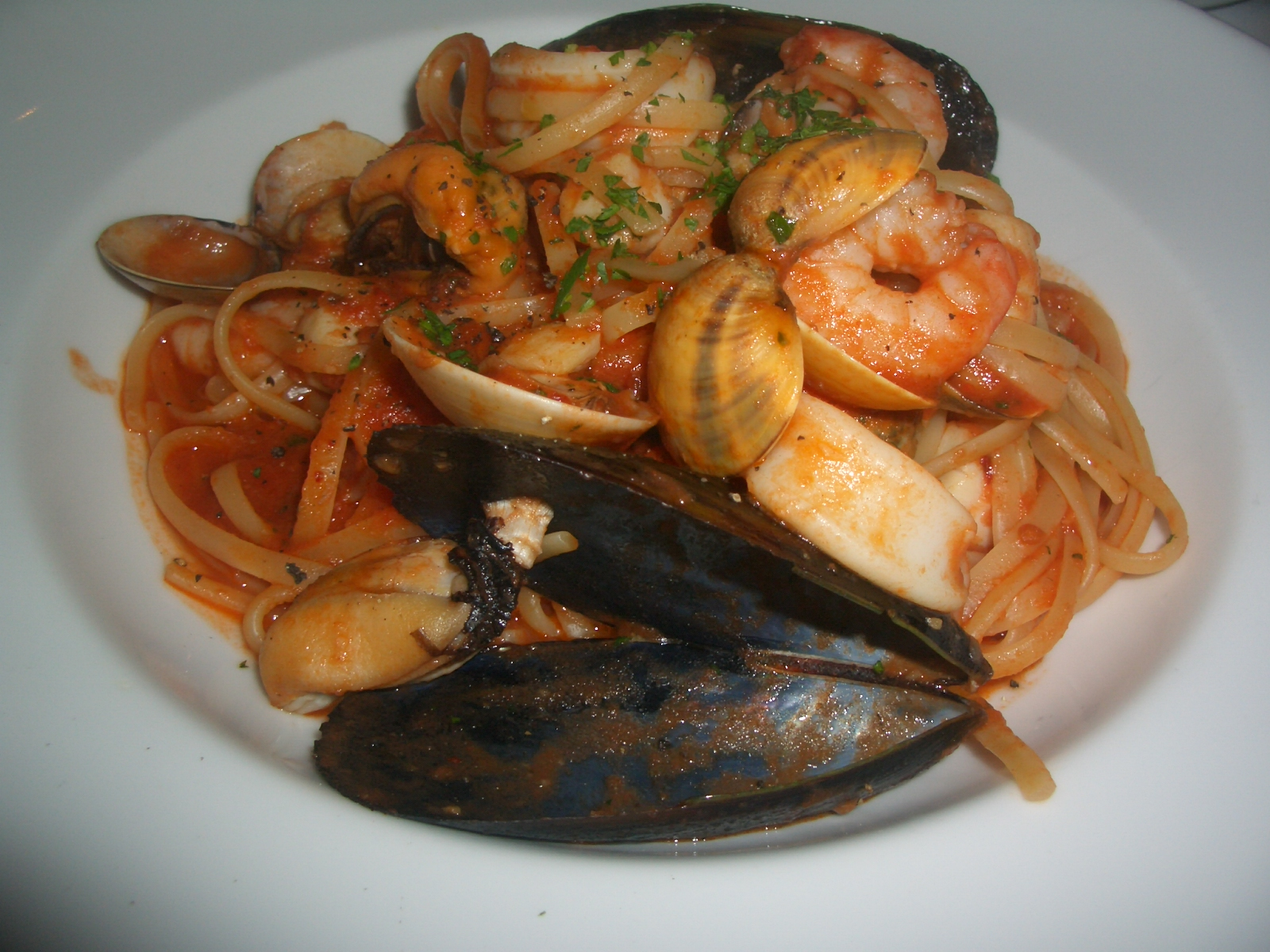
リングイネのペスカトーレ

リングイネ(伊：女性名詞　複：linguine　単：linguina)は、イタリア料理でロングパスタの一種。英語圏ではスパゲッティ（spaghetti 男性名詞複数形）との混同から、linguiniと誤って綴られることもある。日本ではリングイーネ（リングイーニ）またはリングィーネ（リングィーニ）、リンギーネ（リンギーニ）など表記にばらつきが見られる。
リングイネの語源は「言語」や「舌」を意味する lingua 。別称として地方ごとに以下のような呼び方が挙げられる。
南部一帯
lingua di passero （リングア・ディ・パッセロ） - 「スズメの舌」
リグーリア
バヴェッテ（bavette ） - 「小さなよだれ」
など。
断面が短径1ミリメートル、長径3ミリメートルの楕円形平面を見せ、長さは26センチメートルほど、味のしっかりしたソースと相性がよいとされる。
主に乾麺として使用される。